# Toni Xuclà
Antoni Xuclà Galindo (El Masnou, Barcelona, 16 de febrero de 1955), conocido artísticamente como Toni Xuclà, es un músico español, guitarrista, compositor y productor, que combina música mediterránea con nuevas tendencias.

## Trayectoria artística[1]
Músico autodidacta, a los quince años empieza a componer música para compañías de teatro aficionado. En sus inicios como profesional colabora con Carles Benavent, Joan Albert Amargós, Toti Soler y Ovidi Montllor. Entre 1980 y 1992 compone música para cine, teatro y televisión. En 1991 se edita un recopilatorio de músicas del programa “Mediterrània” que incluye temas suyos y la banda sonora del programa "Natura" de Televisió de Catalunya.
En 1992 graba “Banda sonora” donde se mezclan guitarras, tecnología (samplers programados por ordenador) e instrumentos tan primitivos y centenarios como la launeda ibicenca. En diciembre de 1994 estrena la “Suite de Nadal” en la sala capitular del Monasterio de Sant Cugat. Otras composiciones estrenadas estos años son: “Quan els arcs fan swing”, “Verdaguerianes” y “Alias Pere Quart”, “La Princesa del Iang-Tsé”, “Escopiu a la closca pelada dels cretins” estrenada en el Palau de la Música Catalana de Barcelona (Homenatge a Joan Salvat-Papasseit) y “Cambra Ferrater”.
En 1996 graba “Les arracades de Cirera”. A partir de este trabajo producido por la discográfica holandesa Nazca Music llega el reconocimiento internacional. Hasta la fecha, ha sido distribuido en Holanda, Bélgica, India, Estados Unidos y Japón. En España es editado por Música Global. En 1997, dirigió la canción española “Sin rencor” cantado por Marcos Llunas en el Festival de la Canción de Eurovisión en Dublin, Irlanda. En julio de 1997 estrena el espectáculo “Giny, Seny”. En octubre de 1998 aparece un trabajo conjunto con Adolfo Osta, que bajo el título "Te mandaré mi corazón caliente", contiene 12 canciones con poemas de Federico García Lorca.
En 2000, forma el trío Menaix a Truà con Cris Juanico (Ja t'ho diré) y Juanjo Muñoz (Gossos) y graban, en 2000, un disco en directo. Aquel verano protagonizan la canción del verano de TV3, Enmig de la mar. En febrero se produce un hecho excepcional, diversos músicos se reúnen con el nombre de "La Banda Impossible" en un concierto para pedir más atención por la música en Cataluña. Toni Xuclà participa, escribe los arreglos y dirige este acontecimiento en el que participan entre otros: Dani Nel·lo, Pemi Fortuny (Lax'n'Busto), Gema 4, Cris Juanico y Natxo Tarrés (Gossos).
En 2003 produce "Orgànic" de Miquel Gil y participa en la gira, compone y dirige el espectáculo "Cante al plaer de viure" y hace una gira de naif en Europa que le lleva a Alemania, Bélgica, Holanda y Luxemburgo. En 2004 participa en su disco y gira de Lídia Pujol. Ese año graba "Ànima", el trabajo más reciente. La gira de Ànima le lleva por diversos festivales de España, Francia, Alemania, Luxemburgo y Bruselas. En los conciertos tiene la colaboración del músico israelí Ravid Goldschmidt, con el hang. Ese año compone la música y dirige el espectáculo "Notícies del Regne de Mallorques" que va de gira por Francia, Cataluña y Baleares. Compone las canciones de la serie de TV3, El cor de la ciutat y produce el disco con el mismo nombre. 
En 2005 estrena el espectáculo "Senzillament (coses de l'Ovidi)" con Jordi Vidal, dirigido por Jordi Prat, en homenaje a Ovidi Montllor. En 2006 actúa en el Auditorio de Sant Cugat del Vallés con la Orquestra de Cambra Nacional d'Andorra (ONCA) dirigida por Gerard Claret. También compone la música del espectáculo de danza contemporánea "3 Imatges Use & Show" dirigido por el coreógrafo Toni Gómez y estrenado en l'Areatangent de Barcelona. En 2009 compone las canciones de la banda sonora de la obra teatral Trifulkes de la catalana Tribu de Víctor Alexandre con dirección de Pere Planella y letra de Joan Vilamala i Terricabras. En 2009 y junto a la cantante Laura Guiteras (voz) forma el dúo Taima Tesao, en 2010 se edita su primer disco conjunto: Zelig Time (Harmonia Mundi), el dúo incorpora en 2013 en directo al músico Raynald Colom (trompeta).
En 2011, 2012 y 2013 participa en el espectáculo musical y teatral "Mon Brel" en homenaje a Jacques Brel junto al cantante y actor Jordi Vidal, espectáculo que es grabado en disco. Xuclà colabora en diferentes espectáculos con la actriz y cantante Àngels Gonyalons. En 2012 se edita un nuevo disco del trío Menaix a Truà que lleva por título "Guia de petits senyals".
También ha colaborado con la cantante Gemma Humet en varios espectáculos, como en 2013 con la gira del repertorio del disco colectivo: Espriu, amb música ho escoltaries potser millor (Con música puede que lo escucharas mejor), poemas musicados de Salvador Espriu. En 2013 ambos participaron en el Acto institucional de la Diada Nacional de Cataluña cantando "Sonet", poema de Bartomeu Rosselló Porcel musicado por Maria del Mar Bonet en el Parque de la Ciutadella. También comparten el espectáculo "Poemes que es fan cançons" con versiones de grandes poetas musicados por otros cantautores en 2017-2018. Igualmente en 2018 presenta junto a Gemma Humet el espectáculo "La rosa al fusell" con un conjunto de canciones de la Nova Cançó.
En 2015 Xuclà publica el disco "Una terra sense mapa". En 2016 publica su disco "De poetes, cançonetes", un disco con poemas dirigidos a un público infantil, con la colaboración de voces como Txarango, Gemma Humet, Ferran Savall o Txell Sust.
En 2019 publica Shen Nü i altres tresors amagats. En 2020 Xuclà publica el disco "El viatge de les mans", con las voces de Clàudia Cabero y Gemma Abrié, esta propuesta conecta textos de poetisas medievales, como Beatriz de Dia y Azalaïs de Porcairagues, con escritoras del siglo XX, como Frida Kahlo o Mercè Rodoreda.

## Premios
- Premio InfArt (1990) que le otorgó la Fundación de la Caixa de Pensions por la composición “Tomi i l'estrella blava”
- Premio 'Altaveu (1999). Festival Altaveu.
- Premio Enderrock 1999 mejor disco nuevas músicas por votación popular
- Premio Enderrock 1999 de la crítica por el disco "I Si...?"
- Premio Enderrock 1999 votación popular mejor canción por "I si...?"
- Premio Enderrock 1999 mejor disco
- Premio Puig-porret del periodismo musical 2002 en jazz y músicas improvisadas. Mercat de Música Viva de Vic.
- Premio Miquel Martí Pol, Certamen "Terra i Cultura" 2013[11]
- Premio Enderrock 2014 mejor productor